# Heroes Comic Con
Heroes Comic Con Madrid, antiguamente conocido como Expocómic, fue un evento de historieta que se celebraba anualmente en Madrid de 1998 a 2019. Propiedad de la empresa EasyFairs desde 2016, celebró sus últimas ediciones en Ifema. 
Por este evento pasaron un amplio listado de invitados internacionales y nacionales como Frank Miller, Mark Brooks, Phil Jiménez o Bruce Timm entre otros.
Al igual Comic Con de San Diego, se expandió más allá de los cómics y abarcó otros elementos de la cultura popular como el cine, series y videojuegos. Por ejemplo, al ofrecer a los asistentes la posibilidad sesiones de autógrafos y fotos de actores y creadores previo pago.

## Historia

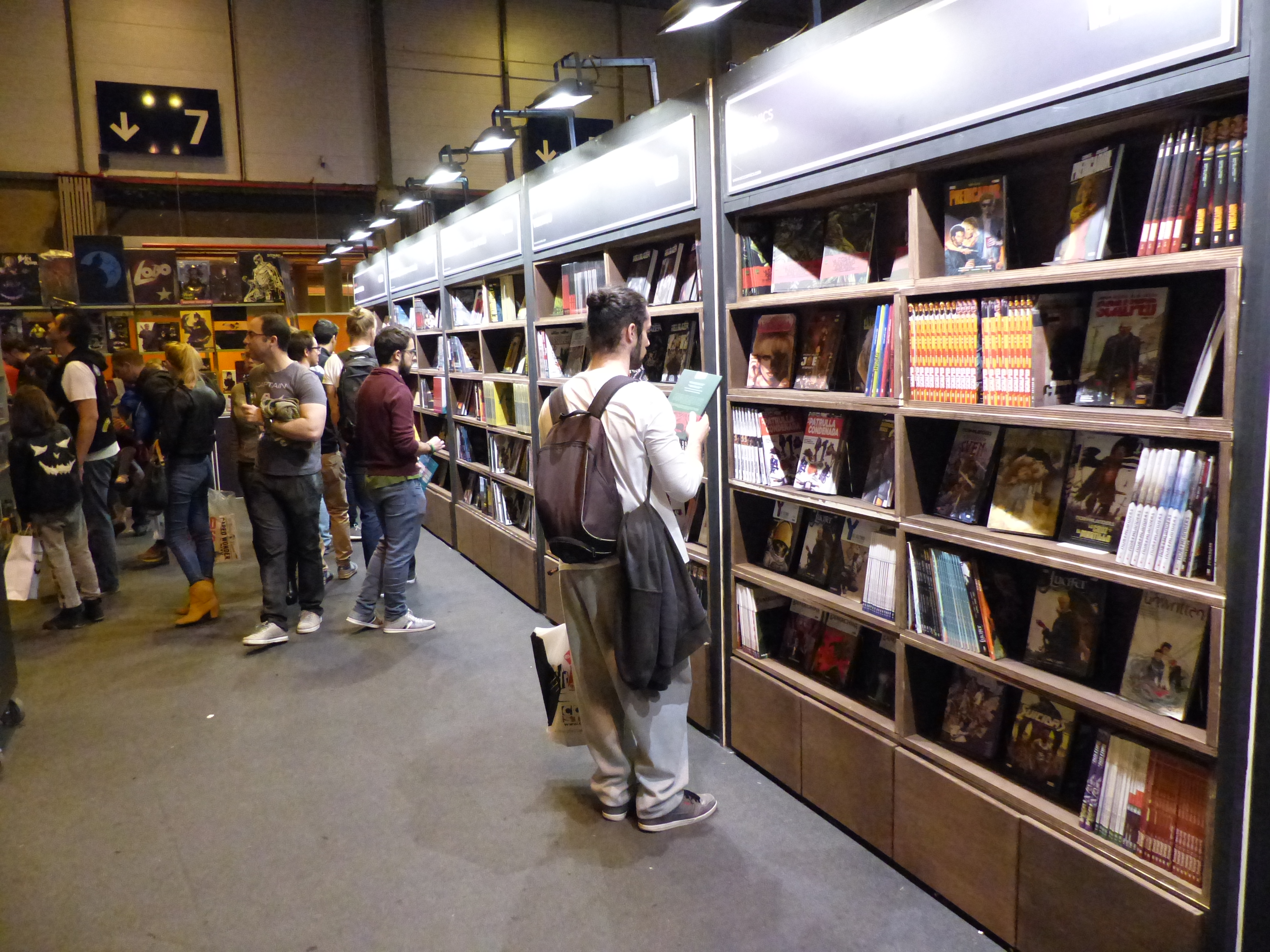
Visitante en la Heroes Comic Con de 2017

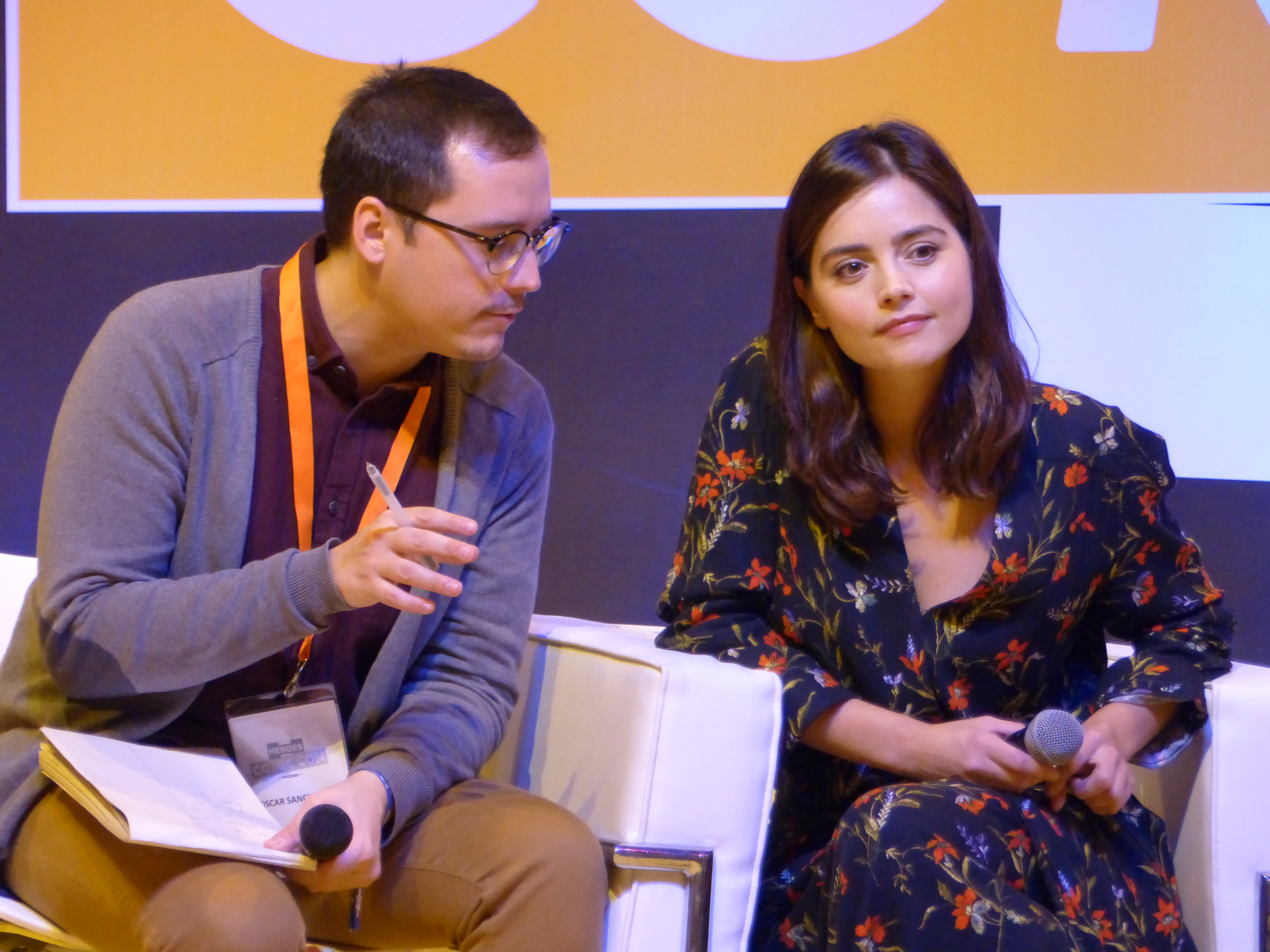
Jenna Coleman, de la serie británica Doctor Who, una de las invitadas en la 20.ª edición

La idea partió de Paul de Munck, quien dirigió su primera edición en 1998, celebrada en el Mercado Puerta de Toledo, ante unos  intentos anteriores de organización que habían fracasado. La segunda edición de Expocómic, en 1999 tuvo que trasladarse al Palacio de Deportes de la Comunidad de Madrid ante la expectativa de aumento de público. Esta segunda edición, aunó Expogames, el Salón del Rol y el Salón de Star Wars, pues estuvo marcada por el estreno de Star Wars: Episodio I - La amenaza fantasma. Así prosiguieron los Expocómic III, IV, V, VII, VIII, IX y en la X: Expocómic 2007 (29/11 a 02/12, Pabellón de Convenciones de la Casa de Campo) se organizaron actividades relacionadas con el anime y el manga, incluyendo cosplay y karaoke.
El XI: Expocómic 2008 (27 a 30/11, Pabellón de Convenciones de la Casa de Campo) contó con el luchador El Hijo del Santo que asistió como invitado especial y se ofrecieron exposiciones monográficas de Kenny Ruiz, Howard Chaykin, Carlos Giménez y Miriam Katin.
En el XII: Expocómic 2009 (10 a 13/12, Pabellón de Cristal de la Casa de Campo), el jurado encargado de decidir las nominaciones a los premios correspondientes a esta edición estuvo compuesto por los críticos Toni Guiral y Manuel Barrero; los editores Julian M. Clemente, de Panini Comics, y Javier Zalbidegoitia, de Astiberri; el bloguero Pedro García; representantes de la librería especializada "El Mono Araña", la web "Trazos en el Bloc"; el autor de cómic Jordi Bayarri y la propia organización de Expocómic. Los ganadores se determinaron por voto popular a través de la web oficial del evento.
En el Pabellón de Cristal de la Casa de Campo  prosiguieron la edición XIII: Expocómic 2010 (9 a 12/12) y XIV: Expocómic 2011 (1 a 4/12) que contó con un cartel de Émile Bravo, quien acudió como invitado.
La edición XV: Expocómic 2012 (29/11 a 2/12), con cartel  de Max, debió celebrarse en Matadero de Madrid a causa del cierre del Pabellón de Cristal por parte del Ayuntamiento de Madrid a un mes escaso de iniciarse el evento. 
Para la edición XVI: Expocómic 2013 (12 a 15/12) se solventa la situación y Expocomic vuelve a celebrarse en el Pabellón de Cristal de la Casa de Campo, donde se llevaba celebrando hasta 2011. Inaki Miranda fue el autor del cartel. y en el mismo lugar se celebraron las ediciones XVII, XVIII Expocomic (2014, 2015)
En la edición XIX: Expocomic 2016, el evento es adquirido por la empresa EasyFairs (venta polémica que se saldó con una denuncia de la empresa al antiguo director de Expocómic, Emilio Gonzalo) pasando a celebrarse en IFEMA y cambiar el nombre a Heroes Comic Con Madrid. Contó con más de 42.000 visitantes, más de 150 expositores, firmas de autores y Ray Park como invitado internacional.
La 20.ª edición, ahora oficialmente Heroes Comic Con Madrid 2017 tuvo lugar los días 11 y 12 de noviembre de 2017 en el pabellón 5 de IFEMA. El evento contó con un listado amplio listado de invitados entre los que destacan Frank Miller, Brian Azzarello, Phil Jiménez, Bill Sienkiewicz, Paul Gulacy, Rickey Purdin, Ingvild Deila, Stefan Kapicic, Fabian Niecieza, Chelsea Cain, Larry Ganem o Roberto Corroto.
Heroes Comic Con Madrid 2018, 21.ª edición, mantuvo la celebración en IFEMA (pabellón 12), pero pasando a celebrarse del 21 al 23 de septiembre de ese mismo año. Con autores internacionales de cómic, actores de series de televisión y apostando por las series de televisión españolas. Mantuvo las actividades de años anteriores y tuvo una asistencia de 40.000 visitantes.
En 2019, el evento pasó a organizarse por la empresa Conceptum y se devolvió a sus típicas fechas de diciembre (14 y 15), manteniéndose en el pabellón 12 de IFEMA. La asistencia batió "todos los récords de las pasadas ediciones" (más de 45.000 visitantes). Fue, sin embargo la última edición del evento. 
En su lugar y sobre las mismas fechan han tenido lugar las Madrid Comic Pop Up, también en Ifema, si bien organizadas por la misma Ifema.

## Asistencia, fechas y ubicación
| Año  | Asistencia | Fechas                           | Ubicación                                     |
| 1998 | 1.400      | 6 a 8 de noviembre               | Pabellón de Convenciones de la Casa de Campo  |
| 1999 | 2.800      | 20 a 23 de mayo                  | Palacio de Deportes de la Comunidad de Madrid |
| 2000 | 3.300      | 17 a 19 de marzo                 | Pabellón de Cristal                           |
| 2001 | 5.700      | 22 a 25 de noviembre             | Museo del Ferrocarril                         |
| 2002 | 8.400      | 21 a 24 de Noviembre             | Cuartel del Conde Duque                       |
| 2003 | 10.600     | 20 a 23 de Noviembre             | Cuartel del Conde Duque                       |
| 2004 | 15.500     | 25 a 28 de noviembre             | Pabellón de Convenciones de la Casa de Campo  |
| 2005 | 20.000     | 1 a 4 de Diciembre               | Pabellón de Convenciones de la Casa de Campo  |
| 2006 | 23.000     | 30 de noviembre a 3 de diciembre | Pabellón de Convenciones de la Casa de Campo  |
| 2007 | 27.000     | 29 de noviembre a 2 de diciembre | Pabellón de Convenciones de la Casa de Campo  |
| 2008 | 30.000     | 27 a 30 de noviembre             | Pabellón de Convenciones de la Casa de Campo  |
| 2009 | 28.000     | 10 a 13 de diciembre             | Pabellón de Convenciones de la Casa de Campo  |
| 2010 | 30.000     | 9 a 12 de diciembre              | Pabellón de Cristal de la Casa de Campo       |
| 2011 | 28.500     | 1 a 4 de diciembre               | Pabellón de Cristal de la Casa de Campo       |
| 2012 | 27.631     | 29 de noviembre a 2 de diciembre | Matadero Madrid                               |
| 2013 | 28.500     | 12 a 15 de diciembre             | Pabellón de Cristal de la Casa de Campo       |
| 2014 | 31.320     | 12 al 14 de diciembre            | Pabellón de Cristal de la Casa de Campo       |
| 2015 | 32.647     | 11 al 13 de diciembre            | Pabellón de Cristal de la Casa de Campo       |
| 2016 | 42.000     | 3 y 4 de diciembre               | IFEMA - pabellón 5                            |
| 2017 | 45.000     | 11 y 12 de noviembre             | IFEMA - pabellón 5                            |
| 2018 | 40.000     | 21 al 23 de septiembre           | IFEMA - pabellón 12                           |
| 2019 | 45.000     | 14 y 15 de diciembre             | IFEMA - pabellón 12                           |

## PremiosCarlos Giménez
Anteriormente conocidos como Premios Expocómic, se entregaron desde 2007 con diferentes categorías:
Mejor Obra nacional
- 2007: Waldemar Daninsky (Paul Naschy y Javier Trujillo)
- 2008: Arrugas (Paco Roca; Astiberri Ediciones)
- 2009: El Juego de la luna (Enrique Bonet y José Luis Munuera; Astiberri Ediciones)
- 2010: Blacksad 4: El infierno, el silencio (Juan Diaz Canales y Juanjo Guarnido; Norma Editorial)
- 2011: El invierno del dibujante (Paco Roca, Astiberri)
- 2012: Curiosity Shop 2 (Teresa Valero/Montse Martín; EDT)
- 2013: Ardalén (Miguelanxo Prado; Norma Editorial)
- 2014: Blacksad: Amarillo (Juan Díaz Canales / Juanjo Guarnido; Norma Editorial)
- 2015: Los Caballeros de la Orden de Toledo (Juanfran Cabrera y Javierre)
- 2016:  El Ala Rota (Altarriba y Kim)
- 2017: Jamás tendré 20 años (Jaime Martín)
- 2018: ¡Universo! (Albert Monteys)
- 2019: El Tesoro del Cisne Negro (Paco Roca y Guillermo Corral)

Mejor Obra internacional
- 2007: Capitán América (Ed Brubaker, Steve Epting y Mike Perkins)
- 2008: Fábulas Hijos del Imperio (Bill Willingham y Mark Buckingham, Planeta)
- 2009: Los Muertos Vivientes 8: Creados para sufrir (Robert Kirkman y Charlie Adlard, Planeta DeAgostini)
- 2010: Kick Ass (Mark Millar y John Romita Jr; Panini Comics)
- 2011: Nemesis (Mark Millar/Steve McNiven; Panini Comics)
- 2012: Batman: Flashpoint  (Brian Azzarello/Eduardo Risso; ECC Ediciones)
- 2013: ¿Quién le zurcía al rey de Prusia mientras estaba en la guerra? (Zidrou/Roger Ibáñez; Norma Editorial)
- 2014: Bella Muerte (Kelly Sue DeConnick / Emma Ríos; Astiberri)
- 2015: Ojo de Halcón (Matt Fraction y David Aja; Marvel)
- 2016: El árabe del futuro (Riad Sattouf)
- 2017: La Visión: Visión de futuro (Tom King, Gabriel Hernández Walta)
- 2018: Joe Shuster, una historia a la sombra de Superman
- 2019: Animosity nº 01 (Marguerite Bennett)

Mejor Guionista nacional
- 2007: Jordi Bayarri (Entre Tinieblas 4)
- 2008: Víctor Santos (Los Reyes Elfos: Historias de Faerie 2, Dolmen Editorial)
- 2009: Enrique Bonet (El Juego de la luna, Astiberri Ediciones)
- 2010: Juan Díaz Canales (Los Patricios; Dibbuks, Blacksad 4: El infierno, el silencio; Norma Editorial)
- 2011: Paco Roca (El Invierno del Dibujante; Astiberri)
- 2012: Teresa Valero (Curiosity Shop 2; EDT)
- 2013: David Rubín ( El Héroe 2; Astiberri)
- 2014: Juan Díaz Canales (Blacksad: Amarillo; Norma Editorial)
- 2015: El Torres (El fantasma de Gaudí; Dibbuks)
- 2016: Antonio Altarriba (El Ala Rota)
- 2017: El Torres (Camisa de Fuerza)
- 2018: El Torres (Goya, lo sublime terrible)
- 2019: El Torres (Apocalypse Girl y Ghost Wolf)

Mejor Rotulista
- 2017: El Torres (Camisa de Fuerza)
- 2018: El Torres (Goya, lo sublime terrible)
- 2019: El Torres (Apocalypse Girl y Ghost Wolf)

Mejor Entintador
- 2017: Jesús Merino
- 2018: Jordi Tarragona (Green Lantern)
- 2019: Jesús Merino

Mejor Colorista
- 2017: José Villarubia
- 2018: Enrique Fernández (Nima)
- 2019: Ester Salguero (1492: La Toma de Granada y La Brigada Lincoln)

Mejor Traductor
- 2017: Marc Bernabé
- 2018: Marc Bernabé
- 2019: María Serna Aguirre

Mejor Guionista internacional
- 2007: Ed Brubaker (Capitán América, Daredevil, Patrulla X, Sleeper (comic) (2.ª temporada), Catwoman)
- 2008: Alan Moore (Lost Girls, Norma Editorial)
- 2009~2016: s.d.
- 2017: Tom King
- 2018: Emil Ferris (Lo que más me gustan son los monstruos)
- 2019: Tom King (Mr. Milagro)

Mejor Dibujante nacional
- 2007: Carlos Pacheco (Superman/Batman, Superman)
- 2008: David Aja (El Inmortal Puño de Hierro, Panini Comics)
- 2009: Rafa Sandoval y Roger Bonet (El Increíble Hércules: Invasión Sagrada, Panini Comics)
- 2010: Juanjo Guarnido (Blacksad 4: El infierno, el silencio; Norma Editorial)
- 2011: Carlos Pacheco (Ultimate Thor; Panini Comics)
- 2012: Montse Martin (Curiosity Shop 2: Talisman; EDT)
- 2013: David Aja (Ojo de Halcón; Panini Comics)
- 2014: Montse Martín (Curiosity Shop 3; Dibbuks)
- 2015: Emma Ríos (Bella Muerte; Astiberri Ediciones)
- 2016: Emma Ríos (Bella Muerte, Doctor Extraño)
- 2017: Gabriel Hernández Walta ('La Visión: Visión de futuro)
- 2018: Albert Monteys (¡Universo!) y Jorge Jiménez (Superhijos)
- 2019: Fernando Dagnino (Resurrection Man)

Mejor Dibujante internacional
- 2007: Alan Davis (4 Fantásticos El Fin)
- 2008: Frank Cho (Los Poderosos Vengadores, Panini Comics)
- 2009~2016: s.d.
- 2017: Sean G. Murphy
- 2018: Enrico Marini (Batman, el príncipe oscuro)
- 2019: Emilé Bravo (Spirou: La esperanza pese a todo)

Mejor Autor revelación
- 2007: David Aja (Civil War: Frontline, Lobezno Giant Size, Daredevil)
- 2008: Emma Ríos (Los Reyes Elfos: Historias de Faerie 2, Barsowia)
- 2009: Salva Espín (WWH: El Día Después Control de Daños; Hércules, Lobezno Primera Clase, Panini Comics)
- 2010: Iñigo Aguirre (Ibéroes)
- 2011: Montse Martin (Curiosity Shop; Ediciones Glenat)
- 2012: Daniel Sampere (JLA, Batman, Liga de la Justicia Oscura; ECC Ediciones)
- 2013: Raúl Arnaiz (Las leyendas de Parvaterra; Norma Editorial / Home; Autoedición)
- 2014: Enrique López Lorenzana (Nancy in Hell: Doble Sesión; Aleta Ediciones)
- 2015: Cristina Daura (VV.AA. Todas Putas; Dibbuks)
- 2016: Klari Moreno
- 2017: Nuria Tamarit (Avery´s Blues)
- 2018: Fran Galán (Goya, lo sublime terrible)
- 2019: Sara Soler (En la Oscuridad)

Mejor Fanzine
- 2005: muCHOCOmi[29]
- 2006: s.d.
- 2007: Ojodepez Fanzine
- 2008: La Parada
- 2009: Adobo Fanzine 3
- 2010: Andergraün 3
- 2011: WEEzine
- 2012: Dosdé 4: Espiral
- 2013: Tractor Who
- 2014: ¿Quién Es Gilipollas?
- 2015: Las Aventuras de Baltasar y Franco (Isa, Cris, Diego DNM y Pablo; Hipiti Lover)
- 2016: Los Diletantes
- 2017: La máquina de albóndigas
- 2018: La máquinas de albóndigas
- 2019: La máquinas de albóndigas[30]

Mejor Cómic On-Line
- 2009: Pardillos[31] de Carlos Azaustre.
- 2010: Conejo Frustrado[32] de Mike Bonales.
- 2011: El Vosque de Sergio Morán y Laurielle.
- 2012: RIP[33]
- 2013: Quiero una chica de Serie B[34] de Iván Sarnago.
- 2014: ¡Eh, tío! de Sergio Morán.
- 2015 Moderna de Pueblo de Raquel Córcoles.
- 2016: Monteys de Albert Monteys.
- 2017: ¡Universo! de Albert Monteys
- 2018: Blackhand Ironhead de David López
- 2019: The Eyes de Javi de Castro

Mejor web - Mejor medio especializado
- 2007: Universo Marvel[35]
- 2008: Zona Negativa[36]
- 2009~2016: s.d
- 2017: Es la hora de las tortas
- 2018: Tomos y grapas
- 2019: Tebeosfera

Mejor portada de autor
- 2017: Nuria Tamarit (Avery´s Blues)
- 2018: Fran Galán (Goya, lo sublime terrible)
- 2019: Fernando Dagnino (Smart Girl)

Mejor álbum ilustrado
- 2017: Cinco relatos apasionados (Sergio Bleda y Ricardo Esteban)
- 2018: Frank (Ximo Abadía)
- 2019: Mary, que escribió Frankenstein (Linda Bailey y Júlia Sardà Portabella)

Mejor librería
- 2017: Delirio Cómics Móstoles
- 2018: Delirio Cómics Móstoles
- 2019: Delirio Cómics Móstoles

Premio Honorífico Héroes Cómic Madrid
- 2017: Carlos Giménez y Frank Miller

Premio Oso a la labor de una vida
- 2010: José Ortiz[37]
- 2011: s.d.
- 2012: José Ramón Larraz
- 2013: s.d.
- 2014: Rosa Galcerán
- 2015: Alfonso Azpiri
- 2016: Vicente Alcázar

Premio Oso a la Entidad apoyo al cómic
- 2010: Tebeosfera[37]
- 2016: Espacio Fundación Telefónica[38]

Premio Especial Madroño
- 2012: Josep María Berenguer
- 2014: Asociación de Autoras de Cómic

## Polémica televisiva
En 2011, el programa de televisión Tonterías las justas realizó un reportaje sobre la edición de ese año, presentando un retrato del evento y sus asistentes duramente criticado por gente del sector incluyendo a los organizadores.